# Regionalwahlen in Italien 2024
Die Regionalwahlen in Italien 2024 fanden in sechs Regionen mit Normalstatut (Abruzzen, Basilikata, Piemont, Ligurien, Emilia-Romagna und Umbrien) und in der Autonomen Region Sardinien statt.
In Sardinien fand die Wahl am 25. Februar, in den Abruzzen am 10. März, in der Basilikata am 21.–22. April, im Piemont am 8.–9. Juni, in Ligurien am 27.–28. Oktober, in Umbrien und in Emilia-Romagna am 17.–18. November statt.

## Koalitionen
- Mitte-rechts: Fratelli d’Italia, Forza Italia, Lega per Salvini Premier und Kleinparteien.
- Mitte-links: Partito Democratico, Alleanza Verdi e Sinistra, Movimento 5 Stelle (außer im Piemont) und Kleinparteien.

## Zusammenfassung der Ergebnisse
| Region                    | Mitte-rechts           | Mitte-links               | Movimento 5 Stelle   | Sonstige | Präsident vor der Wahl           |
| ------------------------- | ---------------------- | ------------------------- | -------------------- | -------- | -------------------------------- |
| Sardinien → Ergebnis      | Paolo Truzzu 45,0 %    | Alessandra Todde 45,4 %   | – (Mitte-links)      | 7,0 % a  | Christian Solinas (Mitte-rechts) |
| Abruzzen → Ergebnis       | Marco Marsilio 53,5 %  | Luciano D’Amico 46,5 %    | – (Mitte-links)      | –        | Marco Marsilio (Mitte-rechts)    |
| Basilikata → Ergebnis     | Vito Bardi 56,6 %      | Piero Marrese 42,2 %      | – (Mitte-links)      | 1,2 %    | Vito Bardi (Mitte-rechts)        |
| Piemont → Ergebnis        | Alberto Cirio 56,1 %   | Gianna Pentenero 33,5 %   | Sarah Disabato 7,7 % | 2,6 %    | Alberto Cirio (Mitte-rechts)     |
| Ligurien → Ergebnis       | Marco Bucci 48,8 %     | Andrea Orlando 47,3 %     | – (Mitte-links)      | 3,9 %    | Giovanni Toti (Mitte-rechts)     |
| Emilia-Romagna → Ergebnis | Elena Ugolini 40,1 %   | Michele De Pascale 56,8 % | – (Mitte-links)      | 3,1 %    | Stefano Bonaccini (Mitte-links)  |
| Umbrien → Ergebnis        | Donatella Tesei 46,2 % | Stefania Proietti 51,1 %  | – (Mitte-links)      | 2,7 %    | Donatella Tesei (Mitte-rechts)   |